# Hay Day
Hay Day je freemium mobilní on-line zemědělská hra vydaná společností Supercell. Hay Day byl vydán pro iOS 21. června 2012 a Android dne 20. listopadu 2013.

## Shrnutí
Hay Day je mobilní zemědělská simulace vyvinutá společností Supercell, která byla poprvé vydána v roce 2012 pro iOS a Android zařízení. Hra získala obrovskou popularitu díky své zábavné a realistické herní mechanice. Hráči mají za úkol budovat a spravovat vlastní farmu, pěstovat plodiny, chovat zvířata a rozšiřovat své farmářské impérium. Hay Day pravidelně dostává aktualizace, které přidávají nové funkce, plodiny, zvířata a herní události. Hra také umožňuje hráčům komunikovat a navštěvovat farmy ostatních hráčů. Díky svému úspěchu a trvalé popularitě si Hay Day udržuje silnou komunitu hráčů a stále je jednou z nejoblíbenějších mobilních her zemědělského žánru.

## Děj
Strýc už není schopen se starat o svou farmu, a tak se obrátí na Dana, aby se postaral o jeho farmu.
Čehož se ihned jako Dan chytnete a začnete, za pomoci Strašáka který vás učí co a jak, rozvíjet tuto farmu ve strýcových stopách.

## Cíl hry
Cílem hry Hay Day je spravovat a rozvíjet vlastní farmu. Hráč začíná se základním sadem plodin a zvířat a postupně rozšiřuje své hospodářství tím, že získává nové plodiny, zvířata a další výrobní budovy. Hráč se musí také starat o zvířata, jako jsou krávy, prasata a kuřata, aby mohla produkovat mléko, vejce a další produkty, které lze použít k výrobě dalších výrobků.
Cílem je získat co nejvíce zdrojů a vylepšení, jako jsou nové plodiny, zvířata a výrobní budovy, aby hráč mohl postupovat na vyšší úrovně. Hráč také může obchodovat se svými produkty s ostatními hráči a plnit objednávky pro své zákazníky. Kromě toho může hráč také plnit úkoly a mise, které jsou mu zadány, aby získal odměny a zlepšil svou farmu.

## Multiplayer
Hra obsahuje funkci, která umožňuje hráčům navštěvovat farmy jiných hráčů a obchodovat s nimi. Kromě toho můžete také vytvářet a připojovat se k tzv. herním společenstvím (nebo také klany), která sdružují hráče a umožňují jim spolupracovat na různých úkolech.
Pro připojení k hernímu společenství potřebujete úroveň 18 a můžete také vytvořit vlastní herní společenství a pozvat do něj své přátele.

## Ligy v klanech
V Hay Day jsou ligy v klanech speciální herní funkce, které umožňují hráčům soutěžit o nejvyšší místa v žebříčku a získávat za to odměny. Liga je vlastně skupina herních společenství, která jsou seřazena podle úrovně a výkonnosti.
Každý týden se hráči v klanech zapojí do ligové soutěže, kde musejí splnit určité úkoly, jako například sklízet určitý počet plodin, vyrobit určitý počet výrobků nebo plnit objednávky zákazníků. Body získávají hráči na základě toho, jak dobře si vedou v soutěži, a na konci týdne jsou nejlepší hráči a klany odměněni drahocennými surovinami a dalšími předměty.
Ligy jsou rozděleny do několika úrovní podle náročnosti a hráči se mohou postupovat výše na žebříčku tím, že budou plnit úkoly a získávat body. Liga v klanech je skvělým způsobem, jak se zapojit do komunity hráčů Hay Day, soutěžit a získávat nové předměty a suroviny pro svou farmu.

## Plodiny
| Plodina          | Level |
| ---------------- | ----- |
| Pšenice          | 1     |
| Kukuřice         | 2     |
| Sójové boby      | 5     |
| Cukrová třtina   | 7     |
| Mrkev            | 9     |
| Levandule        | 13    |
| Dýně             | 15    |
| Jablka           | 18    |
| Bavlna           | 19    |
| Maliny           | 22    |
| Višeň            | 26    |
| Chilli paprička  | 25    |
| Mílový kříž      | 30    |
| Jahody           | 34    |
| Brambory         | 35    |
| Kakao            | 36    |
| Kávovník         | 42    |
| Sezam            | 50    |
| Ananas           | 52    |
| Lilie            | 53    |
| Rýže             | 56    |
| Olivy            | 57    |
| Salát            | 58    |
| Česnek           | 60    |
| Slunečnice       | 63    |
| Kapusta          | 65    |
| Citrony          | 66    |
| Cibule           | 68    |
| Okurky           | 70    |
| Pomeranče        | 71    |
| Cuketa           | 72    |
| Paprika          | 74    |
| Brokolice        | 83    |
| Hrozny           | 84    |
| Máta             | 85    |
| Banány           | 88    |
| Marakuja         | 88    |
| Houby            | 89    |
| Lilek            | 90    |
| Meloun           | 92    |
| Švestky          | 94    |
| Jíl              | 94    |
| Cizrna           | 95    |
| Mango            | 97    |
| Kokos            | 101   |
| Guava            | 104   |
| Granátové jablko | 107   |

## Zvířata pro užitek
| Zvíře           | Level |
| --------------- | ----- |
| Kuře            | 1     |
| Kráva           | 6     |
| Prase           | 10    |
| Ovce            | 16    |
| Ryby            | 27    |
| Koza            | 32    |
| Včela medonosná | 39    |
| Humr            | 44    |
| Kachna          | 50    |
| Veverka         | 62    |

## Mazlíčci
| Název zvířete              | Level |
| -------------------------- | ----- |
| Modrý páv                  | 20    |
| Hnědý páv                  | 20    |
| Bílý páv                   | 20    |
| Tukan s plochým zobákem    | 20    |
| Tukan s kýlnatým zobákem   | 20    |
| Toco tukan                 | 20    |
| Kakadu Mitchellův          | 20    |
| Kakadu sírohlavý           | 20    |
| Kakadu růžovoprsý          | 20    |
| Retrívr                    | 20    |
| Kočka s kožíškem tabby     | 21    |
| Pinč                       | 22    |
| Kočka s kožíškem calico    | 23    |
| Hnědý kůň                  | 27    |
| Honič                      | 30    |
| Kočka s kožíškem tuxedo    | 31    |
| Bílý králík                | 31    |
| Palomino kůň               | 50    |
| Pinto kůň                  | 50    |
| Štěně retrívra             | 50    |
| Černý králík               | 50    |
| Andaluský kůň              | 40    |
| Králík s kožíškem plstnatý | 41    |
| Provence osel              | 43    |
| Lipicánský kůň             | 48    |
| Koťátko s kožíškem tabby   | 49    |
| Štěně pinče                | 50    |
| Anatolský osel             | 52    |
| Štěně honiče               | 54    |
| Andaluský osel             | 55    |
| Koťátko s kožíškem calico  | 56    |
| Koťátko s kožíškem tuxedo  | 60    |
| Teddy morče                | 60    |
| Appaloosa kůň              | 61    |
| Sheba morče                | 64    |
| Silkie morče               | 71    |

## Zvířátka z azylu
| Zvíře                     |
| ------------------------- |
| Hnědý slon                |
| Hnědé slůně               |
| Šedý slon                 |
| Šedé slůně                |
| Béžová žirafa             |
| Béžové žirafí mládě       |
| Žlutá žirafa              |
| Žluté žirafí mládě        |
| Hnědý hroch               |
| Hnědé hroší mládě         |
| Šedý hroch                |
| Šedé hroší mládě          |
| Zebra s chocholem         |
| Zebra s rozcuchem         |
| Hnědé zebřátko            |
| Šedé zebřátko             |
| Stříbrný gorila           |
| Hnědá gorila              |
| Šedé gorilí mládě         |
| Hnědé gorilí mládě        |
| Šedý sob                  |
| Šedé sobí tele            |
| Hnědý sob                 |
| Hnědé sobí tele           |
| Bílá polární liška        |
| Hnědá polární liška       |
| Bílé polární liščí mládě  |
| Hnědé polární liščí mládě |
| Žlutý gepard              |
| Oranžový gepard           |
| Žluté gepardí mládě       |
| Oranžové gepardí mládě    |
| Šedý mrož                 |
| Hnědý mrož                |
| Šedé mroží tele           |
| Hnědé mroží tele          |